# Мандельбаум, Стефан
Стефан Мандельбаум (фр. Stéphane Mandelbaum, 8 марта 1961, Брюссель — декабрь 1986, Биз, близ Намюра) — бельгийский художник, рисовальщик-неоэкспрессионист.

## Биография
Родился в семье художника Арье Мандельбаума и иллюстратора Пили Мандельбаум, с детства рисовал. Из-за тяжелой формы дислексии с 12 до 16 лет обучался в экспериментальной школе «Снарк», где выучился писать.
В 1973—1984 годах последовательно учился в ряде художественных школ Брюсселя.
В 1981 году принял участие в коллективной выставке «Девять еврейских художников» в Брюсселе. Став из хрупкого ребенка харизматичным юношей, Мандельбаум занимался единоборствами и безостановочно рисовал. Интересуясь своими еврейскими корнями, выучил идиш. Будучи с детства очарован преступным миром, он стал часто посещать Матонг, африканский район Брюсселя. Свою первую выставку он посвятил известному чернокожему торговцу людьми.
В 1984 году Мандельбаум женился на Клаудии, эмигрантке из Конго, удочерив ее дочь.
Весной 1986 года он посетил родную деревню жены в Конго и стал заниматься незаконной торговлей африканским искусством. Вскоре он попал в поле зрения полиции, фигурируя в различных делах, финальным из которых стала сенсационная кража картины Модильяни из частной квартиры. После того как заказчик отказал ему в гонораре, Мандельбаум был убит сообщниками. Они изуродовали тело кислотой и бросили его на пустыре в пригороде Намюра, где оно и было случайно обнаружено играющими детьми более чем месяц спустя после убийства. Точная дата смерти осталась неизвестной.

## Творчество
Основу работ Мандельбаума составляют неоэкспрессионистские рисунки, прежде всего портреты. Буйный реализм ар-брюта доведен в них до карикатуры, эклектические формы и смыслы гротескно утрированы, образы хаотически дополнены текстами на разных языках, изобилующими орфографическими ошибками. На стиль графических работ повлиял широкий диапазон явлений от классической японской гравюры Утамаро и Хокусаи до офортов Отто Дикса и Георга Гросса. Насилие переплетается в его работах с юмором, а сексуальные излишества с методической самоиронией. Персонажами его рисунков становятся как деятели трансгрессивного искусства и литературы, такие как Фрэнсис Бэкон, Пьер Паоло Пазолини или Артюр Рембо, так и известные нацисты, прежде всего Геббельс. Он много рисовал с натуры и перерисовывал сценки из порнографических журналов. Две провокационные картины 1983 года получили название «Сон об Освенциме». В них он скандально противопоставил эротические сцены изображению входа в концлагерь.
Широкую известность работы Мандельбаума получили лишь в конце 2010-х годов. В 2017 году была создана Ассоциация Стефана Мандельбаума, занятая сбором материалов для публикации каталога-резонне и защитой прав на произведения. В 2019 году персональную выставку рисунков Мандельбаума провел парижский Центр Помпиду, что стало важным этапом демаргинализации и международного признания его творчества, изучению которого посвящен ряд исследований и многостраничная коллективная монография под редакцией Бруно Жана (2022).

## Персональные выставки
- 1982
  - Рисунки (Литературный книжный магазин, Виртон)
- 1985
  - Рисунки (Художественная галерея Кристин Кольман, Брюссель)
  - Рисунки шариковой ручкой (Галерея Хуго Годдериса, Фурн)
- 1987
  - Рисунки шариковой ручкой (Художественная галерея Кристин Кольман, Брюссель)
- 1988
  - Ретроспектива (Ле Ботаник - Культурный центр французской общины Бельгии, Брюссель)
  - Графика (Художественная галерея Кристин Кольман, Брюссель)
  - Интимные работы (Галерея Ар-ан-марж, Брюссель)
- 1994
  - Машинально: рисунки шариковой ручкой (Художественный салон, Брюссель)
- 2003
  - Сон о реальности»: рисунки (Галерея Дидье Девилье, Брюссель)
- 2019
  - Стефан Мандельбаум: рисунки (Центр Помпиду, Париж)
  - Стефан Мандельбаум: внутренние демоны художника 80-х. Рисунок и живопись (Еврейский музей Бельгии, Брюссель)[4][5]
- 2022
  - Стефан Мандельбаум (Музей современного искусства, Франкфурт)[6][7]

## В документальном кино
- Жерар Прешов, «Святость Стефан», Cobra Films, Брюссель (1993)
- Жан-Пьер Сужи, «Стефан Мандельбаум», C Chromatic Productions (1996)[8]
- Стефан Коллин, «Безумный в Польше, портрет Стефана Мандельбаума», Якаранда (2000)